# Estrées-Mons
Estrées-Mons település Franciaországban, Somme megyében. Lakosainak száma 594 fő (2022. január 1.). Estrées-Mons Devise, Athies, Bouvincourt-en-Vermandois, Brie, Cartigny, Mesnil-Bruntel, Monchy-Lagache és Vraignes-en-Vermandois községekkel határos.

## Népesség
A település népességének változása:
| Lakosok száma | 574  | 595  | 606  | 606  | 600  | 594  | 588  | 594  | 594  |
|               | 2013 | 2015 | 2016 | 2017 | 2018 | 2019 | 2020 | 2021 | 2022 |